# Сосновская Покровская пустынь
Сосновская Покровская пустынь, также Сосновская пустынь — упраздненный монастырь Русской православной церкви, существовавший в период не ранее конца XVI столетия до конца XVIII века в Зарайском уезде Рязанской губернии.

## История
Пустынь впервые упоминается в платежных книгах Ростиславского стана за 1595-97 годы — там содержится запись о «Сосновского монастыря слободке», селе Сосновка. Писцовые книги 1628 и 1629 годов упоминают про деревянный храм Покрова Пресвятой Богородицы, выстроенный в монастыре.
Монастырю принадлежали следующие вотчины:
- село Сосновка
- деревня Дреталь
- пустошь Карчеватое
- пустошь Зарай
- пустошь Кукорьница
- пустошь Болотова

Список монастырских книг 1680 года указывает, что в прошлом (по-видимому, 1679) году монастырь пережил пожар и был уничтожен огнем.
22 декабря 1680 года Сосновская пустынь была приписана к Воскресенскому новоиерусалимскому монастырю вместе со всеми угодьями по указу царя Федора Алексеевича.
Во второй половине XVIII века монастырь был полностью упразднен. Новая деревянная Покровская церковь на месте бывшей пустыни была построена в Сосонвке в 1784 году. Существующий ныне на его месте каменный храм был построен в 1895 году. После закрытия в 1930-х годах, храм был передан Русской православной церкви в 1997 году, восстановлен и открыт для верующих. В настоящее время в нем хранятся икона с частицей мощей святителя Луки (Войно-Ясенецкого) и икона блаженной Матроны Московской с частицей гроба, а также обустроен источник в честь иконы Божией Матери «Живоносный источник». При приходе проводится ежегодный фестиваль духовной музыки, с 2015 года функционирует воскресная школа.

## Известные настоятели монастыря
- игумен Сергий (управлял в 1620 году)
- игумен Иосиф (управлял в 1669 году)
- иеромонах (поп-чернец) Онисифор (управлял в 1676 году)
- игумен Пафнутий (управлял в 1680 году)
- Сергий (управлял в 1714 году)